# Богданович, Андрей Викторович
Андре́й Ви́кторович Богдано́вич (бел. Андрэй Віктаравіч Багдановіч; род. 15 октября 1987, д. Елизово, Осиповичский район) — белорусский гребец на каноэ. Начинал спортивную карьеру в бобруйском государственном училище олимпийского резерва под руководством тренера П. Ф. Яновского. Почетный гражданин города Бобруйска.
Олимпийский чемпион Олимпиады 2008 года на каноэ-двойке на 1000 метров и 4-й на 500 метров (с братом Александром Богдановичем). Победитель и призёр чемпионатов мира и чемпионатов Европы.
Участник Олимпийских игр 2012 года в категории каноэ-двойка дистанция 1000 м, где вместе с Александром Богдановичем завоевал серебро.

## Государственные награды и звания
- Почетный гражданин города Бобруйска (2008)

## Политические взгляды
Подписал открытое письмо спортивных деятелей страны, выступающих за действующую власть Беларуси после жестких подавлений протестов в 2020 году.